# La Cucaracha (1934)
La Cucaracha é um filme de comédia musical em curta-metragem estadunidense de 1934 dirigido e escrito por Lloyd Corrigan e John Twist. Venceu o Oscar de melhor curta-metragem live action (comédia) na edição de 1935.

## Elenco
- Steffi Duna - Chatita
- Don Alvarado - Pancho
- Paul Porcasi - Esteban Martinez
- Eduardo Durant - Maestro
- Sam Appel - Gerente da cafeteria
- Chris-Pin Martin - Fã de Chiquita
- Julian Rivero - Esteban